# DWSIM
DWSIM یک شبیه ساز فرایند شیمیایی منبع باز سازگار با CAPE-OPEN برای ویندوز ، لینوکس و macOS است. DWSIM بر روی مایکروسافت ساخته شده است. پلتفرم‌های NET و Mono و دارای رابط کاربری گرافیکی (GUI)، محاسبات ترمودینامیک پیشرفته، پشتیبانی از واکنش‌ها و مشخصه‌های نفتی / ابزارهای تولید اجزای فرضی.
DWSIM قادر است فرایندهای تعادل الکترولیت حالت پایدار، بخار-مایع، بخار-مایع-مایع، جامد-مایع و آبی را با مدل های ترمودینامیکی و عملیات واحد زیر شبیه سازی کند:
- مدل های ترمودینامیکی : CoolProp ، معادله حالت پنگ-رابینسون ، پنگ-رابینسون-استریک-ورا (PRSV2) ، سوو-ردلیچ-کوانگ ، لی-کسلر ، لی-کسلر-پلوکر، UNIFAC(-LL) (DortmundUNIF), UNIFAC اصلاح شده (NIST)، UNIQUAC ، NRTL ، Chao-Seader، Grayson-Streed، Extended UNIQUAC، قانون رائول ، جداول بخار IAPWS-IF97، IAPWS-08 آب دریا، روغن سیاه و آب ترش؛
- عملیات واحد : سوکت CAPE-OPEN، صفحه گسترده، سفارشی (اسکریپت IronPython)، میکسر، شکاف، جداکننده، پمپ ، کمپرسور ، اکسپندر، گرمکن، خنک کننده، شیر ، بخش لوله، ستون میانبر، مبدل حرارتی ، راکتورها (PCSsion، Con)، ، تعادل و گیبس)، ستون تقطیر ، جاذب های ساده، رفلکس و جوشانده شده، جداکننده اجزاء، جداکننده جامدات، فیلتر کیک پیوسته و صفحه روزنه .
- ابزارهای کاربردی: رگرسیون داده‌های دودویی، پوشش فاز، هیدرات‌های گاز طبیعی، ویژگی‌های اجزای خالص، نقطه بحرانی واقعی، اندازه‌گیری PSV، اندازه‌بندی کشتی، صفحه گسترده و ویژگی‌های جریان سرد نفت.
- ابزارها: مولد مولفه فرضی، منحنی‌های تقطیر C7 + مشخصه‌سازی نفت، مدیر سنجش نفت، مدیر واکنش‌ها و سازنده ترکیب.
- تجزیه و تحلیل فرایند و بهینه سازی: ابزار تجزیه و تحلیل حساسیت، بهینه ساز چند متغیره با محدودیت های محدود.
- موارد اضافی: پشتیبانی از اسکریپت‌های پایتون ، پلاگین‌ها و CAPE-OPEN Flowsheet Monitoring Objects.

## نسخه های اندروید و iOS
DWSIM همچنین در سیستم عامل های موبایل اندروید و iOS موجود است که دانلود رایگان از آنجا می باشد. در این پلتفرم‌ها، DWSIM شامل مجموعه‌ای از ویژگی‌ها است، در حالی که ماژول‌های پیشرفته‌تر را می‌توان از طریق خریدهای درون‌برنامه باز کرد.

## نسخه رزبری پای
یک ساخت DWSIM ویژه برای دستگاه‌های Raspberry Pi 2/3 در دسترس است که از توزیع لینوکس مبتنی بر armhf مانند Raspbian و Ubuntu MATE استفاده می‌کنند.

## کتابخانه مستقل ترمودینامیک
روال‌های محاسبه ویژگی و تعادل DWSIM نیز به‌صورت مستقل و 100% مدیریت‌شده در دسترس هستند .NET .NET Dynamic Link Library (DLL). می توان آن را در برابر برنامه های کاربردی رایگان و اختصاصی (مجوز LGPL v3) مرتبط کرد.